# Eupithecia dilutaria
Eupithecia dilutaria là một loài bướm đêm trong họ Geometridae.